# Bayonville-sur-Mad
Bayonville-sur-Mad är en kommun i departementet Meurthe-et-Moselle i regionen Grand Est (tidigare regionen Lorraine) i nordöstra Frankrike. Kommunen ligger i kantonen Thiaucourt-Regniéville som tillhör arrondissementet Toul. År 2022 hade Bayonville-sur-Mad 330 invånare.

## Befolkningsutveckling
Antalet invånare i kommunen Bayonville-sur-Mad
| Referens: INSEE |